# Comarca d'Os Ancares
Os Ancares és una comarca de Galícia, situada a l'est de la província de Lugo, al límit amb Astúries i Castella i Lleó. Pren el seu nom de la serra d'Os Ancares, situada al límit entre les tres comunitats. La capital comarcal n'és Becerreá.

## Geografia

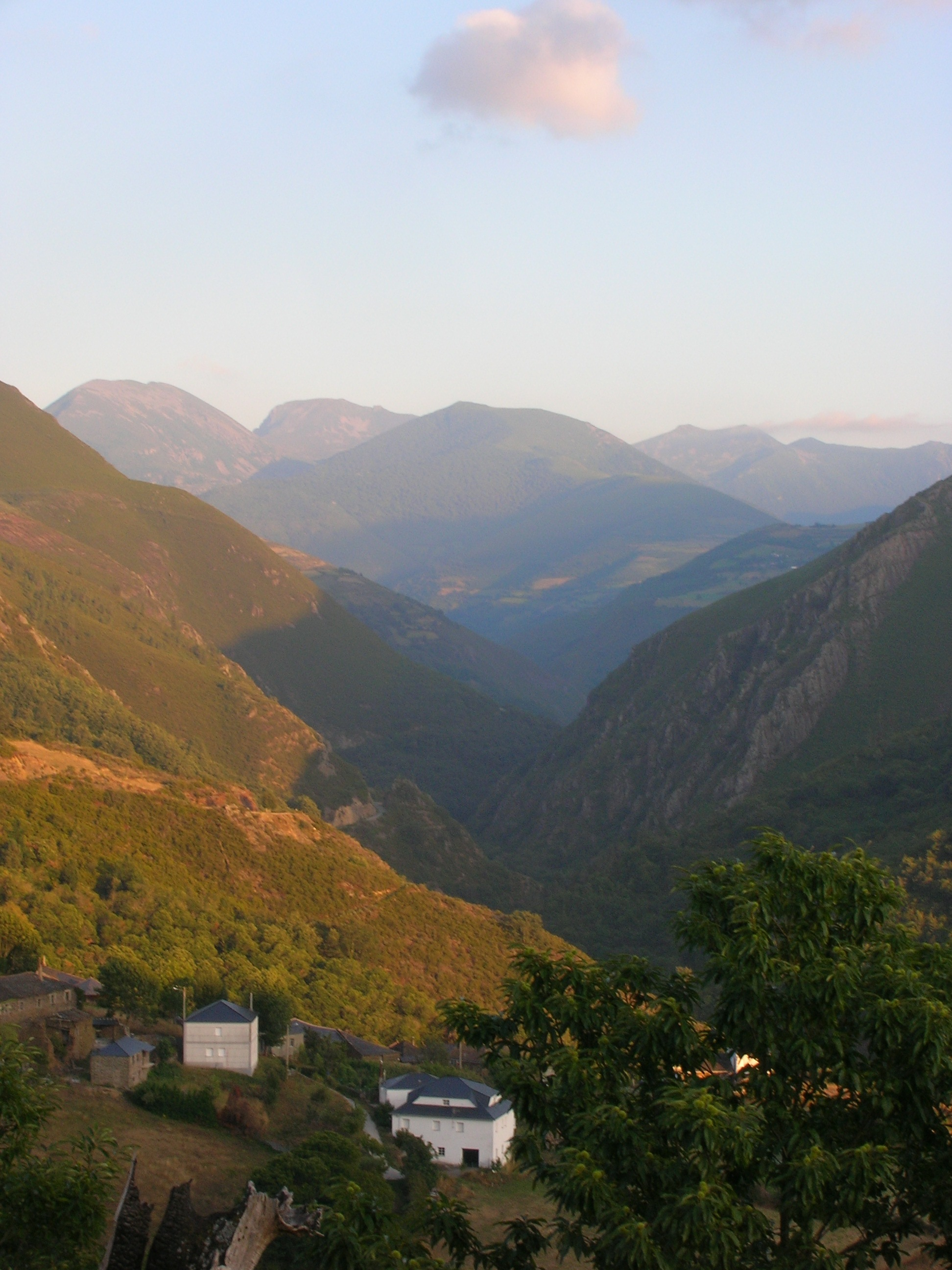
Vista de la vall del riu Ser

La comarca d'Os Ancares es troba a la zona muntanyosa de l'est de la província de Lugo. Limita amb la comarca d'A Fonsagrada, al nord; amb les comarques de Sarria i Lugo, a l'oest; amb la comarca de Quiroga, al sud; i amb Astúries i El Bierzo (Castella i Lleó), a l'est.
A la zona hi ha importants masses forestals de roures i bedolls, acompanyats d'avellaners, moixeres de guilla, grèvols, aurons i teixos. Una bona part de la zona està protegida dins el parc natural d'Os Ancares. A la comarca encara pot veure's ocasionalment l'os bru, en perill d'extinció, i algun exemplar aïllat de gall fer.

## Municipis
En formen part sis municipis:
- As Nogais
- Baralla
- Becerreá
- Cervantes
- Navia de Suarna
- Pedrafita do Cebreiro

## Demografia
La comarca tenia, l'any 2014, una població de 10.951 habitants en 907 km²; per tant, té una baixa densitat de població, de 12,07 hab./km².